# جزيرة قويون داغي
جزيرة قويون داغي أو جزيرة كبودان هي جزيرة غير مأهولة تقع في بحيرة أرومية بإيران، وهي تعتبر إحدى المناطق المحمية من قبل منظمة اليونسكو نظراً لاحتوائها على أنواع نادرة من النباتات والحيوانات.
تقع هذه الجزيرة على مسافة 12 كم من ميناء رحمانلو، وتقع في جنوب شرق بحيرة أرومية، يبلغ طول الجزيرة 9 كم وعرضها 4 كم ومساحتها 25 هكتار. تقع الجزيرة على ارتفاع 1521م فوق سطح البحر، وهي موطن الوعل الأصفر الإيراني والكباش والشياه البرية، كما يوجد في الجزيرة النسر الذهبي والنسر المصري والدجاج الأبيض والشحرور والببغاء والهدهد والفلامينغو والأنغورت. ويبلغ عدد الكباش والشياه حالياً 3500 رأس، ويفضل طائر الفلامينغو أن يعيش في الجزء الشمال غربي من الجزيرة لأنه الجزء الأكثر هدوءاً والذي يحتوي على المياه العذبة، ومياه الجزيرة العذبة يتم تأمينها في الجزء الجنوبي من الجزيرة.